# Sankt Antönien Ascharina
Sankt Antönien Ascharina (o Ascharina, nome ufficiale dal 1920 al 1953; toponimo tedesco) è una frazione di 118 abitanti del comune svizzero di Luzein, nella regione Prettigovia/Davos (Canton Grigioni).

## Storia
Già comune autonomo che si estendeva per 9,62 km² e che comprendeva i gruppi di fattorie sparse di Inner-Sankt Antönien Ascharina, Mittel-Sankt Antönien Ascharina e Usser-Sankt Antönien Ascharina, il 1° gennaio  2007 è stato aggregato al comune di Sankt Antönien, il quale a sua volta il 1° gennaio 2016 è stato aggregato al comune di Luzein.

## Società

### Evoluzione demografica
L'evoluzione demografica è riportata nella seguente tabella:
Abitanti censiti